# Пітер Крауч
Пі́тер Джеймс Кра́уч (англ. Peter James Crouch; нар. 30 січня 1981, Маклсфілд, Англія) — колишній англійський футболіст, нападник.

## Клубна кар'єра
Переїхавши з сім'єю до Лондона, 1998 року потрапив в юнацьку команду «Тоттенхем Хотспур». Також до 13 років він займався тенісом і навіть представляв на юнацьких змаганнях своє графство, але волів зосередитися на футболі. Однак він не зміг закріпитися на «Вайт Харт Лейн» і в липні 2000 року перейшов в «Квінз Парк Рейнджерс» всього за 60 000 фунтів, де відразу ж проявив себе, забивши у сезоні 2000—2001 10 голів.
Однак бомбардирські якості Крауча не врятували «Квінз Парк Рейнджерс» від вильоту з Прем'єр-ліги, і клуб змушений був продати Пітера в інший клуб. Так Крауч перейшов в «Портсмут» вже за 1,25 млн фунтів.
У сезоні 2001—2002 він забив 18 м'ячів в 37 матчах, склавши вдалий атакувальний тандем з ветераном Робертом Просінечкі, після чого в травні був перекуплений «Астон Віллою» за 9,8 млн євро, що в сто разів більше, ніж сума, колись заплачена за нього «Квінз Парк Рейнджерс». Забивши гол у ворота «Ньюкасла», Крауч відзначився в першому ж матчі за новий клуб. Проте в сезоні 2002—2003 він лише раз з'явився на полі. У вересні 2003 року був відданий в оренду в клуб другого дивізіону «Норвіч Сіті», де за три місяці зіграв 15 матчів і забив чотири м'ячі. Повернувшись у «Астон Віллу», він в основному виходив на заміну. До кінця сезону підписав чотирирічний контракт з «Саутгемптоном», який заплатив за нападника 3 млн євро.
У сезоні 2004—2005 після невдалого дебюту освоївся та в підсумку забив за сезон 16 голів. У числі цих голів і переможний м'яч з пенальті у ворота найпринциповішого суперника «Святих» і екс-клубу Крауча «Портсмута». «Саутгемптон» вилетів з Прем'єр-ліги, але, як і в 2001 році, Крауч залишився в еліті, перейшовши до табору іншого клубу. Цього разу його за 10,1 млн євро придбав переможець Ліги чемпіонів «Ліверпуль». Дебютним для Крауча став матч другого кваліфікаційного раунду Ліги чемпіонів УЄФА 2005—2006 проти «Каунаса» (3:1).
У липні 2008 року Крауч повернувся в «Портсмут» до свого тренера ще по «Саутгемптону» Гаррі Реднапа. «Портсмут» повинен був заплатити за Крауча 9 млн фунтів відразу і ще 2 млн фунтів могли бути виплачені в залежності від виступів Пітера за свій новий-старий клуб. Провівши у всіх турнірах 41 матч за сезон, Крауч забив 16 голів.
27 липня 2009 року Пітер Крауч знову перейшов в «Тоттенхем Хотспур» і знову до Гаррі Реднапа, який у свою чергу пішов туди ще восени 2008 року, таким чином возз'єднавшись з цим тренером вже в третьому клубі. За неофіційною інформацією сума угоди склала 9 млн фунтів.
5 травня 2010 року Крауч забив єдиний і переможний гол у ворота «Манчестер Сіті», який вивів «Тоттенхем» на 4 місце в чемпіонаті і подарував путівку в Лігу чемпіонів УЄФА.
25 серпня Пітер оформив хет-трик, який вивів «Тоттенхем Хотспур» в груповий турнір Ліги чемпіонів.
31 серпня 2011 року Пітер Крауч офіційно приєднався до «Сток Сіті», підписавши з клубом 4-літній контракт. Для «Сток Сіті» Крауч став рекордним у історії клуба підписанням.

## Кар'єра в збірній
На міжнародному рівні Крауч дебютував в юнацькій збірній Англії (до 18 років), а в 2002 році в складі молодіжної збірної взяв участь у чемпіонаті Європи. Забив переможний м'яч у ворота господарів чемпіонату швейцарців у матчі відкриття турніру. Тим не менш, англійцям тоді не вдалося навіть вийти з групи. Через три роки, влітку 2005 року, тренер головної збірної Англії Свен-Еран Ерікссон взяв Крауча в турне Північною Америкою, де він дебютував в товариському матчі з Колумбією (3:2). У складі збірної Крауч став учасником чемпіонату світу 2006 року. Грав у відборі до Євро-2008 та на Чемпіонаті світу в 2010 році.

## Факти
Відомий своєю манерою після деяких голів зображати танець робота, що стало досить популярним серед британських уболівальників. Танець отримав назву «Робокрауч» (англ. Robocrouch).

## Досягнення
- Володар Кубка Англії (1):

«Ліверпуль»: 2005-06
- Володар Суперкубка Англії (1):

«Ліверпуль»: 2006